# Tsuneyasu Miyamoto
Tsuneyasu Miyamoto (宮本 恒靖), född 7 februari 1977 i Osaka, Japan, är en japansk före detta fotbollsspelare. Han har spelat för det japanska landslaget och deltagit i mästerskap som VM 2002 och 2006.

## Klubbkarriär
Gamba Osaka 1995-2006

 FC Red Bull Salzburg 2007-2008

 Vissel Kobe 2009-

## Landslagskarriär
Tsuneyasu Miyamoto var mellan 2000 och 2006 given i startelvan för det japanska landslaget. Han har deltagit i flera stora mästerskap som VM 2002, FIFA Confederations Cup 2003, FIFA Confederations Cup 2005, VM 2006 och var med och vann Asiatiska mästerskapet i fotboll 2004.

## Meriter

### Individuella meriter
- Asiatiska Mästerskapen Best Eleven: 2004

### Lagmeriter
- Vinnare av Asiatiska Mästerskapen: 2004
- Vinnare av J-League: 2005
- Vinnare av Österrikiska Bundesliga: 2007